# Mario Barrientos
Mario Barrientos (Valparaíso, 7 de julio de 1931-Quilpué, 21 de enero de 2023) fue un tenor dramático chileno, conocido por ser el intérprete del himno oficial del Colo Colo y de Deportes Temuco.

## Biografía
Nació el 7 de julio de 1931 en el desaparecido Hospital Enrique Deformes (donde hoy se encuentra el edificio del Congreso Nacional de Chile) en Valparaíso, Chile.
Inició su carrera artística en 1952 en la misma ciudad, como cantante romántico. Sus primeras presentaciones profesionales fueron en la Radio Cooperativa Vitalicia de esa ciudad. Debido a la claridad de su emisión, en marzo de 1953 fue escogido para grabar el himno del Club Social y Deportivo Colo-Colo que después de más de 55 años aún se escucha en los estadios del país. Posteriormente fue crooner en el Casino de Viña del Mar.
Sus condiciones vocales fueron notadas por el maestro Carlos Santelices, quien al cabo de tres años lo convirtió en un dúctil tenor lírico, sin embargo, su voz evolucionó rápidamente a tenor dramático siendo apreciado en muchos escenarios de los Estados Unidos. Se destacó en óperas como: Cavalleria Rusticana, Pagliacci, Andrea Chenier, Carmen, La Forza del Destino y otras.
En 1968 y 1969 fue contratado por la Corporación Lírica de ese mismo país, para cantar en las temporadas operáticas junto a famosos artistas como Raina Kabaivanska, Regina Resnik, Beverly Sills, Ramón Vinay, Bernabé Martí, Plácido Domingo y otros de igual nivel artístico. Posteriormente integró el elenco estable de la ópera de Filadelfia bajo la batuta del maestro Anton Guadagno y más tarde bajo la dirección del afamado maestro Francesco Molinari-Pradelli.
En Chile los críticos lo consideraban como el lógico heredero del recordado tenor Ramón Vinay ya que su carrera como tenor dramático en los escenarios mundiales estaba prácticamente asegurada. Sin embargo, inexplicablemente continuó en el mundo de la ingeniería industrial, graduándose en Akron, Ohio, en 1974, para luego certificarse como ingeniero especialista en layout industrial en Dearborn, Illinois. En 1982 integró el team de ingenieros especialistas de la National Aeronautics and Space Administration (NASA), asignado como gerente de operaciones de Rockwell International, los fabricantes de los transbordadores espaciales en Downey, USA.
Ya jubilado de esta institución espacial, volvió a Chile donde ejerció su profesión como profesor de ingeniería industrial. Volvió a cantar, pero esta vez solo esporádicamente.

## Himnos de fútbol
Mario Barrientos fue la voz intérprete de reconocidos himnos de clubes de fútbol profesional, canciones que por décadas han permanecido en la memoria colectiva de miles de chilenos, formando parte del patrimonio histórico cultural del país.
Algunas de aquellas interpretaciones corresponden a:
- Himno "Como el Colo-Colo no hay" de Colo-Colo, interpretado en 1953.
- Himno "Manojito de claveles" de Magallanes, interpretado en 1953.
- Himno "Tierra linda de copihues" de Deportes Temuco, interpretado en 1960.